# نویوید
شهر نویوید (به آلمانی: Neuwied) در ایالت راینلند-فالتز در کشور آلمان واقع شده‌است.